# 信訪制度
信訪制度（しんほうせいど）とは、中華人民共和国の独特の陳情制度であり、個人または組織などが、国家機関に対する文書の提出または直接の訪問などにより、請願や陳情あるいは苦情を申し立て、それに対応して国家機関などが対応や処理を行う制度である。

## 概説
もともとは、「人民来信来訪制度」と一般に呼ばれていた。「来信」は投書、「来訪」は訪問の意味である。1995年に『信訪条例』が制定されたこともあり、近年は「信訪制度」と呼ばれる方が一般的である。行政機関に対する異議や告発には、行政的な不服申立手続や司法的な行政訴訟などが用意されているが、本信訪制度は、そうした手続きと関係なく、市民が直接不服を申し立てる手続きとして定着している。一般的に、憲法上の権利と解されているが、憲法上「信訪権」を定めた直接の規定はない。1982年に制定された『中華人民共和国憲法』（2004年3 月14日改正）第41条は、以下のように規定している。「中華人民共和国の公民は、いかなる国家機関または公務員に対しても、批判および提案を行う権利を有する。いかなる国家機関または公務員による違法行為・職務怠慢に対しても、関係の国家機関に上申、告訴または告発する権利を有する。ただし、事実を捏造または歪曲して誣告陥害してはならない。（第2項）公民の上申、告訴または告発に対して、関係の国家機関は事実を調査し、責任をもって処理しなければならない。何人も、抑圧したり報復を加えたりしてはならない。（第3項）国家機関または公務員が、公民の権利を侵害したために、損害を受けた公民は、法律の規定に従い、賠償を受ける権利を有する。」

## 沿革
中華人民共和国の建国直前の1949年8月に、北京（当時は「北平」と呼ばれた）入城した中国共産党が、中央書記処に政治秘書室を設置し、ここで来信来訪を受けたのが、本信訪制度の始まりとされる。その後中央政府や全人代常務委員会などにも人民接待室と呼ばれる受付窓口が設置されるようになり、1954年の憲法（54年憲法）制定後は多くの中央、地方の党機関や国家機関に窓口の整備が普及した。当時は行政訴訟制度が普及していなかったので、市民にとって唯一の権力に対する不服申立ての手段だった。

## 問題点
改革開放政策以降は、上述の行政、司法による不服申立手続が整備されたため、通常はこれら手続きが利用されるようになったが、信訪制度はこれらの制度では解決できないときのための最終解決手段として利用されるようになってきている。信訪条例という法律も、不服申立をする場合の対象となる紛争や申立ての方法について規定しているだけで、信訪制度全体を制度化するような内容にはなっていない。そのため受付機関の相互の関係やそれらの機関が負うべき義務などが明確でない。申立てに対する対応をしてもらえなかった場合にどのような権利を行使できるかについても明らかでない。しかし逆に信訪制度全体を制度化する規定がないため、市民の側からすれば、どこへでも申立てができるというメリットがある。そのため北京の中央機関に直接陳情するという究極の最終手段として利用する根拠となっている。地方政府の信訪受付窓口で対応してもらえなかった市民は、地元当局の目をかいくぐって北京に行き、中央政府各機関の信訪制度窓口で訴えるようになった。北京南駅近くには、全国各地からやってきた陳情者団が半野宿生活を営む「陳情村」ができた。常時数百人多いときは数千人が滞在し、来る日も来る日も陳情に通った。しかし、この「陳情村」も北京オリンピックを前に、再開発を理由に強制撤去をされた。